# Чієшть
Чієшть, Чієшті (рум. Ciești) — село у повіті Арджеш в Румунії. Входить до складу комуни Лунка-Корбулуй.
Село розташоване на відстані 107 км на захід від Бухареста, 27 км на південь від Пітешть, 82 км на північний схід від Крайови, 132 км на південний захід від Брашова.

## Населення
За даними перепису населення 2002 року у селі проживали 359 осіб, усі — румуни. Усі жителі села рідною мовою назвали румунську.